# Homem-Gato
O Homem-Gato  (Catman, no original) é um personagem do universo DC Comics, criado pelos desenhistas Bill Finger e Jim Mooney, fez sua primeira aparição na revista Detective Comics #311 (janeiro de 1963). Sua identidade secreta é Thomas Blake.

## Origem
Thomas Blake era originalmente um caçador que perdeu o prazer pela caça, dedicando-se ao crime para livrar-se do tédio. Ele utilizava um uniforme africano de gato, o qual ele clamava conceder-lhe as nove vidas de um gato.
O personagem renasce na mini-série Vilões Unidos, quando a escritora Gail Simone o transforma em um anti-herói com forte senso de honra, nobreza e até cometendo atos de heroísmo, mas desprezando os heróis por considerar que os mesmos abusam de seu poder e autoridade, fato comprovado em seu último encontro com o Arqueiro Verde. Ele é recrutado pelo Harpia a fim de acabar com a Sociedade Secreta de Super Vilões de Lex Luthor. Sempre sendo considerado um fracassado, ele passou a viver na África e foi atacado por um leão, que lhe feriu e passou sua alma. Ele descobriu que seu melhor amigo, o Pistoleiro, matou os leões e ficou irado. Foi manipulado por Lince para dar um filho a ela.

## Uniforme
O uniforme do Homem-Gato é da cor amarela com luvas e meias laranjas, botas, calças, uma capa e capuz. As iniciais C (Cat = Gato) e M (Man = Homem).

## Poderes e habilidades
Homem-Gato é um atleta de nível olímpico e um perito em combate corpo a corpo. É, também, um dos maiores caçadores e rastreadores do mundo. Na primeira edição de Batman Sourcebook, lançado pela Mayfair Games, foi estatizado que ele tinha destreza maior que Batman, mas este fato foi alterado em edições posteriores.
Ele utiliza um uniforme africano de gato, o qual ele clama conceder-lhe as nove vidas de um gato.

## Outras midias

### Batman: Os bravos e os destemidos
O Homem-Gato aparece no episodio "Legends of the Dark Mite". No início do episódio,ele tenta vender um tigre de Sumatra em perigo,mas ele e derrotado por Batman e o Bat-cão. Ele também é visto em Divided Batman como um dos vilões que tentam derrotar Batman e Nuclear no bar.

### Batman e Superman: Inimigos públicos
Ele é um dos muitos vilões que tentam matar Batman e Superman.

### Batman Arkham Origins
Thomas Blake é referenciado no game Batman: Arkham Origins. É possível encontrar cartazes por toda a cidade de Gotham sobre um show de felinos, que será apresentado no zoológico da cidade por Thomas Blake.